# Karel Zeissberger
Karel Zeissberger je bývalý český fotbalista, útočník.

## Fotbalová kariéra
Hrál za SK Slezská Ostrava a ŠK Baťa Zlín. V nejvyšší soutěži nastupoval v letech 1937–1947.

## Ligová bilance
| Ročník               | Zápasy | Góly | Klub               |
| -------------------- | ------ | ---- | ------------------ |
| Státní liga 1937/38  | 11     | 6    | SK Slezská Ostrava |
| Státní liga 1938/39  | 21     | 3    | SK Slezská Ostrava |
| Národní liga 1939/40 | 14     | 2    | SK Slezská Ostrava |
| Národní liga 1940/41 | 10     | 1    | ŠK Baťa Zlín       |
| Národní liga 1941/42 | 13     | 0    | ŠK Baťa Zlín       |
| Národní liga 1942/43 | 10     | 4    | ŠK Baťa Zlín       |
| Národní liga 1943/44 | 20     | 5    | ŠK Baťa Zlín       |
| Státní liga 1945/46  | -      | 1    | ŠK Baťa Zlín       |
| Státní liga 1946/47  | -      | 0    | ŠK Baťa Zlín       |
| CELKEM 1. liga       | 116    | 23   |                    |